# Televisión Nacional de Chile en Isla de Pascua
Televisión Nacional de Chile en Isla de Pascua está presente desde el 24 de enero de 1975, inicialmente como una estación autónoma en Hanga Roa, y desde 1996 recibiendo de forma satelital la programación en directo desde los estudios en Santiago de Chile.

## Historia
Las primeras propuestas para instalar televisión en la Isla de Pascua se remontan a agosto de 1970, cuando en plena campaña de la elección presidencial el Comité Adelanto Pascuense envió una carta a los tres candidatos presidenciales (Salvador Allende, Jorge Alessandri y Radomiro Tomic) proponiendo ideas para desarrollar en Rapa Nui, entre ellas instalar una estación local de televisión.
Posteriormente, el 23 de abril de 1974 fue creada la Comisión Asesora de la Televisión de Isla de Pascua, compuesta por 8 integrantes: el gobernador departamental de Isla de Pascua, el Capitán de Puerto y Jefe Militar, el alcalde de la comuna, el jefe del Aeropuerto Mataveri, el jefe de la Empresa Nacional de Telecomunicaciones (Entel Chile), el director ejecutivo de Radio Manukena, el agente de la Empresa de Comercio Agrícola y el jefe de la Oficina de Tierras y Bienes Nacionales, quienes realizaron las gestiones ante las autoridades para poder instalar una estación de televisión en la isla.
La estación local de Televisión Nacional de Chile en la Isla de Pascua fue inaugurada el 24 de enero de 1975, durante la visita que realizó el líder de la Junta Militar de Gobierno, Augusto Pinochet, a Hanga Roa, convirtiéndose en la estación número 54 de la televisora estatal y emitiendo inicialmente dos horas diarias a través del canal 7. La totalidad de la programación era envasada y enviada desde Santiago en los vuelos de LAN Chile hacia la isla; los primeros programas emitidos fueron The Lucy Show, La pantera rosa y Kung Fu. A fin de verificar los contenidos que se emitirían por la estación de televisión de Isla de Pascua, el 4 de abril de 1975 el Ministerio de Educación designó una comisión encargada de visualizar los programas que se emitirían, además de informar al Consejo Nacional de Televisión sobre el cumplimiento de las normas correspondientes.
Durante las décadas de 1970 y 1980 existieron reiteradamente quejas y cuestionamientos por parte de la población de la isla respecto de la calidad de la programación entregada por TVN en su estación local; asimismo, el canal 7 de Hanga Roa también emitía espacios propios, destinados principalmente a entregar informaciones proporcionadas por la Municipalidad y la Gobernación Provincial.
Las transmisiones en directo de la señal de TVN hacia la Isla de Pascua se iniciaron en 1996, a las que se sumaron las de Mata O Te Rapa Nui, primer canal local de la isla en septiembre de 1999, Red Televisión en agosto de 2004 y Chilevisión desde 2011. Las antenas transmisoras se encuentran en los faldeos del volcán Rano Kau.
El 30 de julio de 2021 el Consejo Nacional de Televisión otorgó a TVN una concesión de televisión digital para la isla, iniciando la renovación de sus equipos para emitir mediante el nuevo sistema.